# Boljetin
Boljetin (em cirílico:Бољетин) é uma vila da Sérvia localizada no município de Majdanpek, pertencente ao distrito de Bor, na região de Timočka Krajina. A sua população era de 672 habitantes segundo o censo de 2002.

## Demografia
| 1948  | 1953  | 1961  | 1971  | 1981 | 1991 | 2002 |
| ----- | ----- | ----- | ----- | ---- | ---- | ---- |
| 1 257 | 1 331 | 1 334 | 1 172 | 987  | 803  | 672  |